# Koteria Conwaya
Koteria Conwaya – sprzysiężenie przeciwników Jerzego Waszyngtona działającym podczas wojny o niepodległość Stanów Zjednoczonych na przełomie 1777 i 1778 roku, a jej celem było pozbawienie go stanowiska głównodowodzącego Armią Kontynentalną na rzecz Horacego Gatesa. Jej nazwa pochodzi od Thomasa Conwaya, irlandzko-francuskiego oficera w służbie USA. Zamiary koterii zostały ostatecznie pokrzyżowane.

## Tło

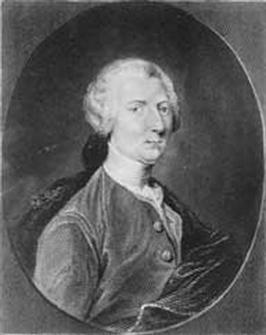
Thomas Conway

Waszyngton od momentu powierzenia mu pełnego dowództwa nad Armią Kontynentalną do 1777 roku odniósł niewiele zwycięstw (Trenton i Princeton); prócz tego pomyślnie rozwijały się dwa brytyjskie posunięcia – dowodzona przez Johna Burgoyne'a kampania mająca odciąć Nową Anglię od reszty kolonii oraz prowadzona przez Williama Howe’a kampania, której celem było zdobycie Filadelfii. Latem 1777 roku sytuacja młodego państwa amerykańskiego wydawała się niemal beznadziejna i skłaniała niektórych przedstawicieli Kongresu ku negocjacjom mającym zakończyć konflikt bez uznania niepodległości kolonii. Takie rozwiązanie odpowiadało również Howe'owi pełniącemu funkcję naczelnego dowódcy brytyjskich sił zbrojnych w Ameryce. Do powyższego obrotu sytuacji nie chcieli jednak doprowadzić poplecznicy Waszyngtona w Kongresie.

## Intryga

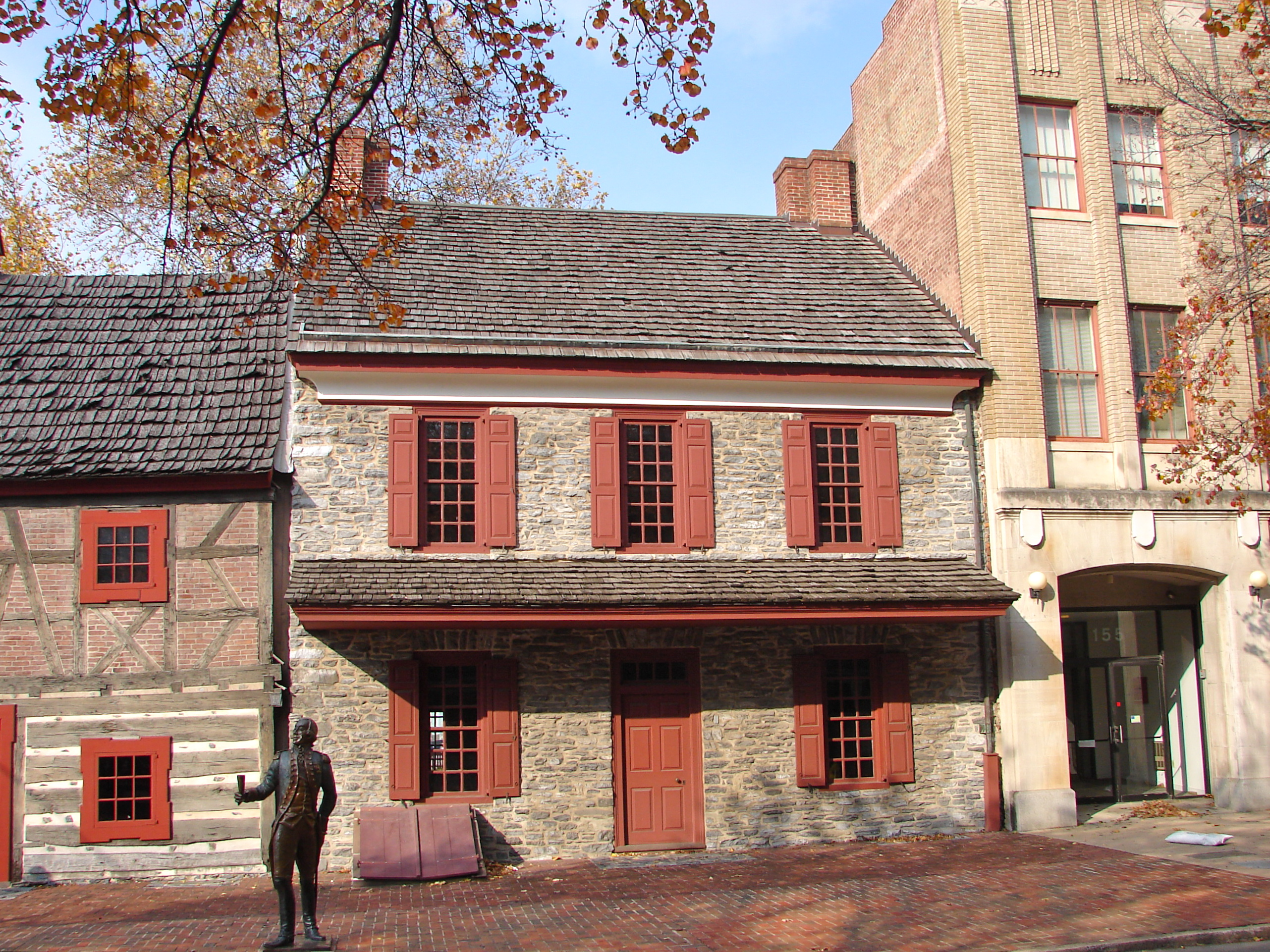
Dom gen. Gatesa w Yorku, gdzie odbyło się spotkanie koterii.

Stronnictwo przeciwników Waszyngtona w Kongresie rozrastało się – przedstawiciele Nowej Anglii krytycznie oceniali niezdolność głównodowodzącego do odniesienia znacznego zwycięstwa. Wojna trwała już drugi rok i niektórzy kongresmeni zaczęli głośno domagać się zmiany dowódcy. Po kapitulacji wojsk Burgoyne'a pod Saratogą w październiku 1777 roku zyskali realnego kandydata na to stanowisko w postaci Horacego Gatesa, okrzykniętego „bohaterem z Saratogi”. Jego sukces w starciu z Burgoynem, który przyniósł mu miano zbawcy rewolucji, wróżył niesamowitą karierę zarówno jemu, jak i oficerom z jego otoczenia. Wśród takowych znajdował się pułkownik Thomas Conway, wychowany we Francji Irlandczyk, który patent oficerski w Armii Kontynentalnej otrzymał od stacjonującego we Francji Silasa Deane’a. Ten ostatni, ku zniesmaczeniu Waszyngtona, rekrutował zagranicznych oficerów bez konsultacji z Kongresem. Conway miał nadzieję na karierę wojskową, ale wiedział, iż w towarzystwie Waszyngtona brakło perspektyw. Fakt ten skłonił go do wspierania Gatesa – 12 października 1777 roku napisał doń list, w którym zawarł wiele nieprzychylnych Waszyngtonowi uwag w tym i stwierdzenie: „[...] niebo zdecydowało o ocaleniu naszego kraju; chyba że słaby generał i źli doradcy go zrujnują”.
28 października do Yorku przybył adiutant Gatesa, kapitan James Wilkinson, wiozący wieści o zwycięstwie „patriotów” pod Saratogą. Podczas zakrapianej biesiady Wilkinson wspomniał o zawartości wzmiankowanego listu adiutantowi generała Williama Alexandra. Ten ostatni w ciągu kilku dni zawiadomił Waszyngtona o poczynaniach Conwaya.
14 listopada Conway, rozgoryczony brakiem awansu, przedłożył Kongresowi pismo z rezygnacją ze stanowiska w Armii Kontynentalnej. Pismo rozpatrzono i odrzucono, a 14 grudnia Kongres mianował go inspektorem generalnym armii z awansem na generała majora. Stanowisko to podlegało nie naczelnemu wodzowi, a Komisji Wojny, której kadry zasilali poplecznicy Gatesa.
Rozeźlony Waszyngton doprowadził do konfrontacji z Gatesem i zorganizował spotkanie swoich zauszników w Valley Forge. Skonfliktowane interesy koterii tylko ułatwiły działanie – delegaci z Nowej Anglii chcieli zmusić Wielką Brytanię do uznania amerykańskiej niepodległości i Gates, jako wódz naczelny, wydawał im się najlepszym do tego zadania człowiekiem; natomiast konserwatyści pragnęli doprowadzić do pokoju za wszelką cenę, z pominięciem niepodległości dla kolonii. W efekcie poplecznicy Waszyngtona w Kongresie zwarli szyki i pokrzyżowali próby usunięcia go ze stanowiska. Conway zrezygnował ze służby w armii i nim powrócił do Francji, został raniony w pojedynku z Johnem Cadwaladerem – jego powodem były rzucone przezeń kalumnie, zawarte w nadmienionych listach.